# Montemor-o-Velho e Gatões
Montemor-o-Velho e Gatões (llamada oficialmente União das Freguesias de Montemor-o-Velho e Gatões) es una freguesia portuguesa del municipio de Montemor-o-Velho, distrito de Coímbra.

## Historia
Fue creada el 28 de enero de 2013 en aplicación de una resolución de la Asamblea de la República de Portugal promulgada el 16 de enero de 2013 con la unión de las freguesias de Gatões y Montemor-o-Velho, pasando su sede a estar situada en la antigua freguesia de Montemor-o-Velho.

## Demografía
| Gráfica de evolución demográfica de Montemor-o-Velho e Gatões entre 2011 y 2021 |
|                                                                                 |
| Datos según el nomenclátor publicado por el INE portugués.                      |